# Renault Samsung SM5
Samsung SM5 — Бізнес-автомобіль який випускається компанією Renault Samsung Motors з 1998 року. 
Існують такі покоління Samsung SM5:
- Samsung SM5 I (1998-2005)
- Samsung SM5 II (2005-2010)
- Samsung SM5 III (2009-2019)

## Samsung SM5 I (A32) (1998-2005)

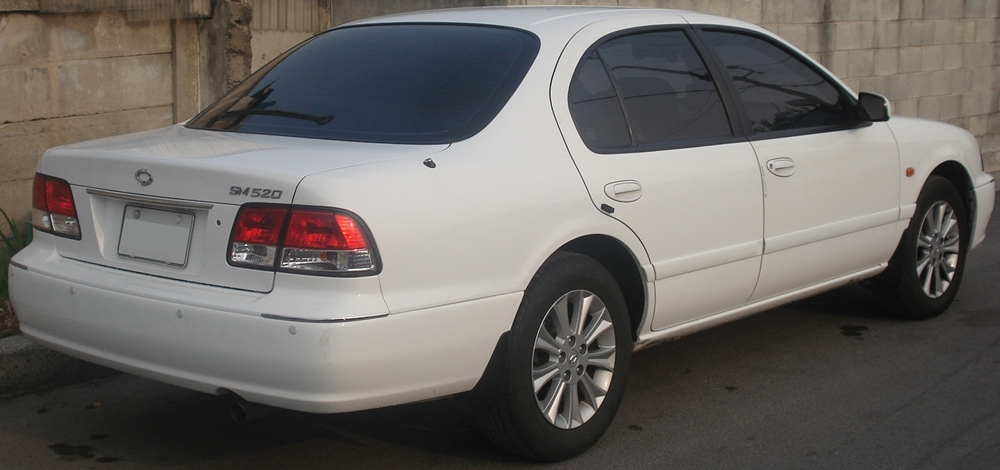
Samsung SM5 I (березень 1998-вересень 2003)

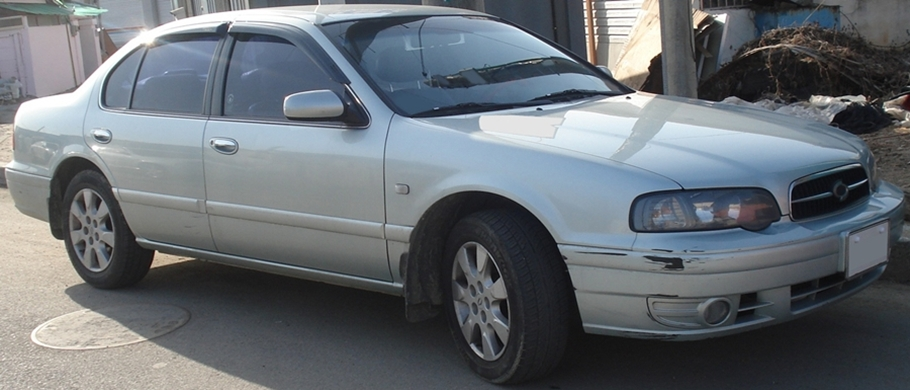
Samsung SM5 I фейсліфт (вересень 2003-січень 2005)

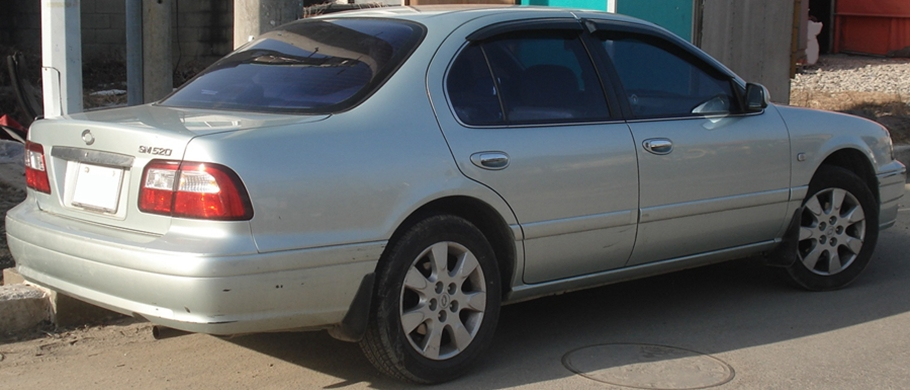
Samsung SM5 I фейсліфт (вересень 2003-січень 2005)

Перше покоління моделі було побудовано на основі моделей 1995 року: Nissan Cefiro і Nissan Maxima.

## Samsung SM5 II (A34R) (2005-2010)

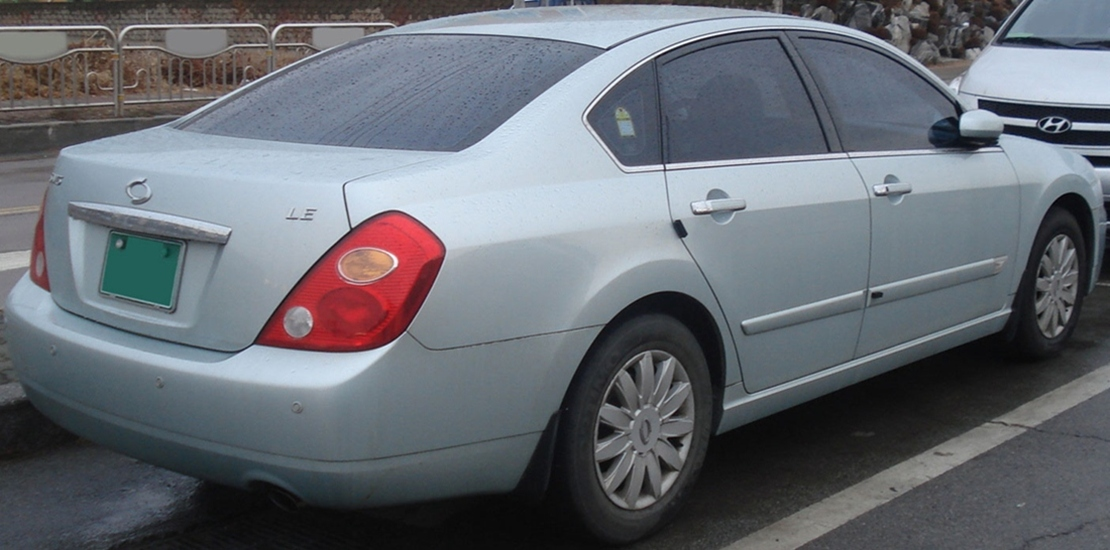
Samsung SM5 II (січень 2005-липень 2007)

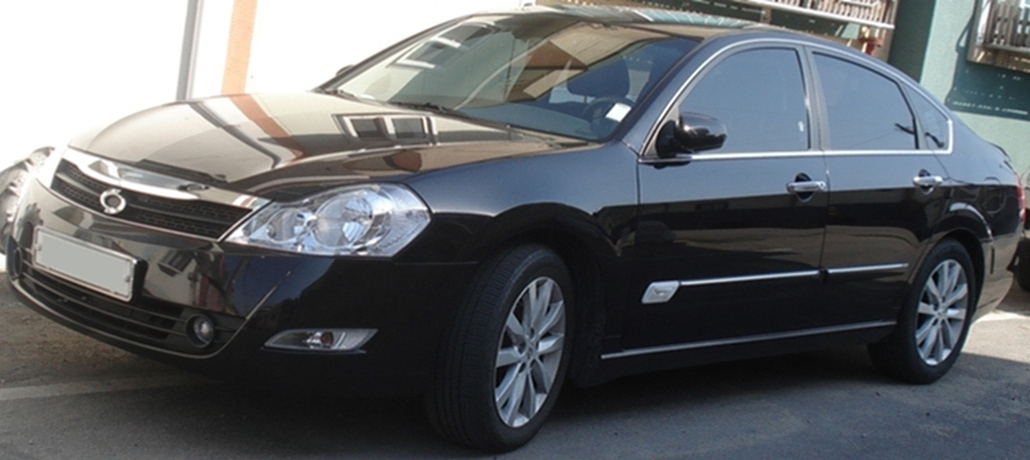
Samsung SM5 II фейсліфт (липень 2007-2010)

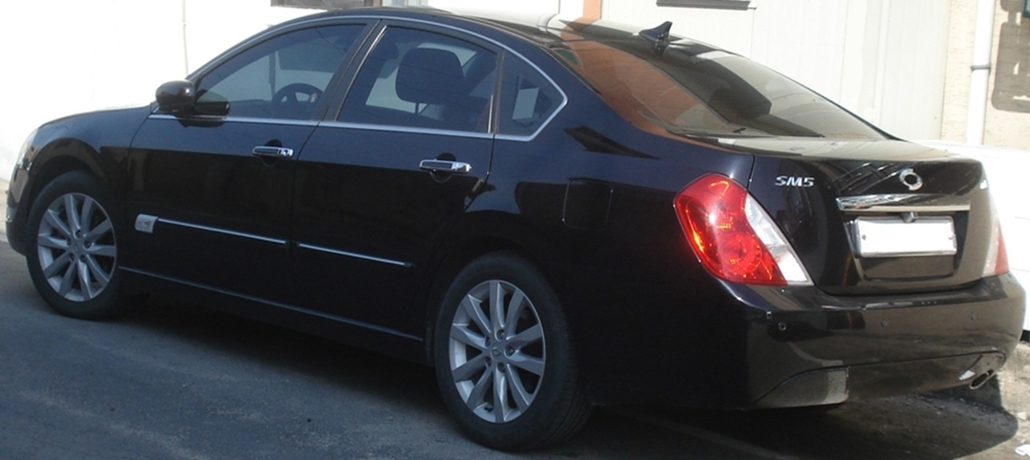
Samsung SM5 II фейсліфт (липень 2007-2010)

Друге покоління замінло попередню модель у 2005 році. Воно побудоване на основі Samsung SM7.
Починаючи з 2008 року машина також продаються в країнах Перської затоки і Мексики під назвою Renault Safrane.

## Samsung SM5 III (L43) (2010-2019)

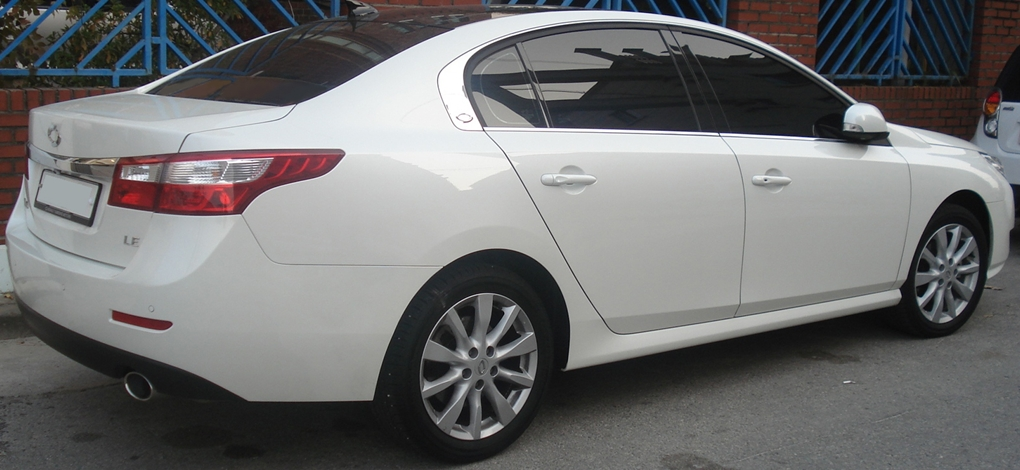
Samsung SM5 III (січень 2010-2019)

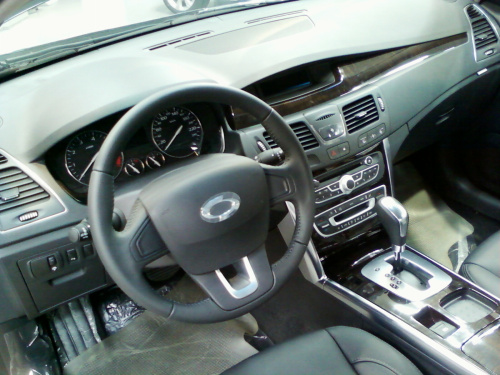
Samsung SM5 III

Третє покоління моделі стали продавати разом з попередньою моделлю в 2010 році. Воно побудоване на основі Renault Laguna. на його основі буде побудовано флагманську модель компанії Renault під назвою Latitude, яка прийде на заміну Vel Satis.